# Nico Bouvy
Nicolaas Jan Jerôme "Nico" Bouvij (Banda Neira, 11 de julho de 1892 - 14 de junho de 1957) foi um futebolista neerlandês, medalhista olímpico.
Nico Bouvy competiu nos Jogos Olímpicos de Verão de 1912 em Estocolmo. Ele ganhou a medalha de bronze.